# The Bottle Rockets
The Bottle Rockets (с англ. — «Бутылочные ракеты») — американская рок-группа, образованная в городе Фестус, штат Миссури, в 1992 году и базирующаяся в Сент-Луисе. Ее основателями были Брайан Хеннеман (гитара, вокал), Марк Ортманн (ударные), Том Парр (1992–2002, гитара, вокал) и Том Рэй (1992–1997, бас-гитара); последний состав состоял из Хеннемана, Ортманна, Джона Хортона (присоединился в 2003 году, гитара) и Кита Фогеле (присоединился в 2005 году, бас-гитара, вокал). Большинство участников группы внесли свой вклад в свой каталог оригинальных песен, как и Роберт Парр (брат Тома) и школьный учитель Скотт Тейлор (который пишет тексты для некоторых мелодий Хеннемана).
Как отметил Уильям Хогеланд в New York Times, написание песен The Bottle Rockets сравнивалось с фолк-стилем Вуди Гатри по духу, остроумию и сатире. Тексты песен группы воплощают обычные переживания обывателя и настроены на воодушевляющий и жгучий рок-н-ролл. Группа была названа одним из лидеров возрождения альт-кантри/рутс-рока 90-х годов, наряду с Uncle Tupelo. Сильный социальный комментарий их песен отражает влияние Вуди Гатри, Нила Янга и The Replacements.

## Дискография

### Студийные альбомы
| Year | Title                        | Label             |
| ---- | ---------------------------- | ----------------- |
| 1992 | The Bottle Rockets           | East Side Digital |
| 1994 | The Brooklyn Side            | TAG Recordings    |
| 1997 | 24 Hours a Day               | Atlantic          |
| 1998 | Leftovers                    | Doolittle Records |
| 1999 | Brand New Year               | Doolittle Records |
| 2002 | Songs of Sahm                | Bloodshot Records |
| 2003 | Blue Sky                     | Sanctuary Records |
| 2006 | Zoysia                       | Bloodshot Records |
| 2009 | Lean Forward                 | Bloodshot Records |
| 2015 | South Broadway Athletic Club | Bloodshot Records |
| 2018 | Bit Logic                    | Bloodshot Records |

### Концертные альбомы
| Year | Title                     | Label             |
| ---- | ------------------------- | ----------------- |
| 2006 | Live In Heilbronn Germany | Blue Rose Records |
| 2011 | Not So Loud               | Bloodshot Records |